# Abbaye d'Alet-les-Bains
Pour les articles homonymes, voir cathédrale Notre-Dame, car l'abbaye abritait une cathédrale.
L'abbaye d'Alet-les-Bains, fondée au Xe siècle, était une abbaye bénédictine sur la commune d'Alet-les-Bains.
Entre 1318 et 1801, son abbatiale, élevée au rang de cathédrale, était le siège de l'évêché d'Alet, d'abord sous le vocable de cathédrale Notre-Dame, et la dénomination de l'abbaye était alors abbaye Notre-Dame d'Alet, puis — à la destruction de l'abbatiale lors des guerres de Religion — sous celui de cathédrale Saint-Benoît. Depuis 2009, elle est le siège de l'évêque titulaire d'Alet.
La cathédrale et plusieurs éléments de l'abbaye font l'objet de protections au titre des monuments historiques, par la liste des monuments historiques de 1862 et par un arrêté de 1922.

## Histoire

### Origines
Alet-les-Bains est située dans l'ancien comté du Razès, région historique du Moyen Âge, dont la capitale était Rheda, dépendant de l’archevêché de Narbonne, construit sur l’ancien territoire peut-être détenu par l’envahisseur sarrasin, c’est Charlemagne qui définit ce comté qui s’étend sur une grande partie des Corbières, mettant à sa tête Guillaume de Gellone un de ses fidèles compagnons.
D'après plusieurs légendes, il existait au départ un monastère érigé sur le territoire d'Alet. En 813, une charte indique que Berà, comte de Razès,, et sa femme Romella décidèrent d’élever au titre d’abbaye ce monastère consacré à Notre-Dame pour remercier Dieu, l’abbaye adopte la règle des bénédictins. Dès lors, l’abbaye fut richement dotée, ce qui provoqua convoitises et jalousie de la part d'autres seigneurs locaux, surtout de Couiza et de Limoux.
Depuis les années 1970 les chercheurs considèrent la charte de 813 comme un faux forgé au XIe siècle,,. L'abbaye d'Alet apparait plus probablement à la fin du Xe siècle avec le premier abbé connu, en 970, Benoît.
L'abbaye fut ravagée avant 1058 par le comte de Carcassonne dans le cadre d'un conflit entre l'archevêque Guifred de Narbonne et le vicomte de Narbonne Bérenger,. L’abbé Pons Amiel (1167-1197)  mit l’abbaye et le bourg attenant en état de défense en les dotant d’un mur d’enceinte.

### Période cathare
L'abbaye ainsi protégée continua sur sa prospérité et devint une des plus puissantes et influentes de la région, jusqu'à l'époque de la croisade contre les hérétiques cathares. Lors de cette croisade, les populations locales choisirent de rester fidèles à leurs suzerains, les vicomtes Trencavel de Béziers et de Carcassonne contre l'armée du roi, les moines d'Alet se sont ralliés aux Trencavel, ces derniers se sont donc retrouvés excommuniés.
Lorsque les armées de Simon de Monfort furent victorieuses, les moines demandèrent la protection du comte de Foix. Plusieurs décennies plus tard, à la pacification, les survivants de la communauté des moines d'Alet plaidèrent leur cause et furent autorisés à réintégrer leur abbaye. Mais ces moines s'étant en quelque sorte montrés rebelles, resteront suspects aux yeux de leur hiérarchie.
En 1268, on ne sait pour quelle raison, l'abbé d'Alet Raimon II à la tête d'une troupe armée prend et incendie le château de Fa, tue la garnison et détruit notamment la tour carrée. Excommunié par Maurin, archevêque de Narbonne, il est condamné à rétablir la tour dans son état d'origine.

### L'évêché d'Alet
C'est certainement une des raisons pour lesquelles le pape Jean XXII, qui considérait que l'archevêché de Narbonne auquel Alet était rattaché, était trop immense pour être efficacement administré et contrôlé, décida de le scinder et de créer trois nouveaux évêchés dont celui de Limoux, la ville la plus importante de la haute vallée de l'Aude, et de consacrer l'église Saint-Martin de Limoux comme nouvelle cathédrale.
Mais le choix de Limoux fut contesté par les moniales de Prouilhe dont l'église était le fief attitré, attribué par saint Dominique en personne. Les moniales firent donc un procès au pape et le gagnèrent. Aussi Jean XXII dut-il se dédire et transférer le siège épiscopal de Limoux à Alet : l'abbatiale Notre Dame d'Alet devenant conjointement en 1318 la cathédrale Notre-Dame d'Alet.
Le diocèse d'Alet comprenait grosso modo l'ancien pagus Redensis et était borné au nord-ouest, par le diocèse de Mirepoix, au nord et nord-est, par le diocèse de Narbonne, au sud, par le diocèse d'Elne et à l'ouest, par le diocèse de Pamiers.

### Les guerres de Religion
Et puis est venue l'époque funeste des guerres de Religion, partout en Europe de l'Ouest, catholiques et protestants s'entre-déchirèrent, mettant le pays entier à feu et à sang.
L’abbatiale romane, qui avait évité les dévastations de la croisade des Albigeois, ne put cependant pas échapper au pillage des protestants calvinistes. Les huguenots prirent Alet en 1573, et le 6 janvier 1577 ils dépouillèrent la cathédrale de toutes ses richesses, renversèrent ses autels et brisèrent ses vitraux. Antoine II de Dax (ou Dax), seigneur de Trévas, évêque d'Alet, président par ordonnance royale des États de Languedoc réunis à Carcassonne en 1569, abbé de Saint-Polycarpe (comme plusieurs membres de la Maison Dax), ancien chanoine de Carcassonne (cathédrale Saint-Nazaire) et ancien grand vicaire de deux évêques de Carcassonne dont le cardinal de Bourbon, avait été pourvu peu avant du siège épiscopal d'Alet en 1564 dont il avait pris possession en 1565. Il mourut en 1579, quelques années après qu'en pleines guerres de Religion les calvinistes qui tenaient Alet l'eurent assiégé, le retenant prisonnier avant de saccager sa ville, démolir le palais épiscopal et détruire la magnifique cathédrale sainte-Marie. Alet, cité calviniste, connaîtra plusieurs assauts (sept ou huit selon les chroniqueurs). Lors d'un de ces assauts en 1577, un boulet de canon incontrôlé fit effondrer une partie de la toiture de la cathédrale. Le monument servit alors de carrière de pierres pour remonter les remparts de la ville.

### La décadence et la fin du diocèse
La cathédrale Notre-Dame fut abandonnée vers 1600 au profit d’une cathédrale de fortune aménagée dans les vestiges des bâtiments conventuels (la cathédrale Saint-Benoît). Le pays étant ruiné à la suite de ces conflits répétés, la toiture ne sera jamais réparée et finira par s'effondrer complètement d'elle-même. Le dernier des 35 évêques qui se sont succédé à Alet, ayant hérité peu avant la Révolution française d'un évêché bien mal en point et d'une cathédrale désaffectée, monument vide et sans toiture, se résoudra à en vendre les murs.
Aux dernières années de l'Ancien Régime, les orgues de la cathédrale Saint-Benoît étaient tenues par une femme, Jeanne-Marie Lanes. À la Révolution, le diocèse d'Alet fut supprimé et son territoire rattaché à celui de l'évêque concordataire de Carcassonne. Le concordat de 1801 supprima le siège épiscopal d'Alet et répartit son territoire entre les nouveaux diocèses de Carcassonne, Perpignan et de Toulouse.

## Conservation
Lors de la construction du CD 118 qui scella le sort du bâtiment, la route amputa l'édifice de quatre des cinq absides rayonnantes et gothiques ; perdant leurs appuis originels, des pans entiers de mur s'écroulèrent au fil du temps.
La cathédrale Notre-Dame, en ruine, fait l’objet d’un classement au titre des monuments historiques par la liste de 1862.
Ce n’est qu’à partir de 1903 que les premiers travaux de restauration et de mise en valeur seront entrepris et en 1947 que les vestiges seront dégagés dans leur présentation actuelle. Une récente opération de consolidation a permis de sauver le chœur roman, la partie la plus antique du monument.
La porte d'entrée fait l’objet d’un classement au titre des monuments historiques depuis le 18 février 1922. La salle capitulaire, la chapelle polygonale et les murs du cloître (avec trois baies) font l’objet d’un classement au titre des monuments historiques depuis le 25 mars 1922.

## Les évêques
De la création de l'évêché le 18 février 1318 à sa suppression par la révolution le 22 juillet 1790, 35 évêques ont dirigé l'institution. Le plus connu fut Nicolas Pavillon, qui a exercé pendant 40 ans de 1637 à 1677 ; il est aussi connu pour avoir été un soutien au mouvement Janséniste.

## Propriétés, revenus

### Cures, prieurés et abbayes
- Église Saint-Martin-de-Tura à Rivesaltes, puis à l'abbaye de Fontfroide.

### Sources et bibliographie
- « Église d'Alet », dans Claude Devic, Joseph Vaissète, Ernest Roschach, Histoire générale de Languedoc, Édouard Privat libraire-éditeur, Toulouse, 1872, tome 4, p. 422-424 (lire en ligne)
- Gratien Leblanc, L'ancienne cathédrale d'Alet, p.254-290, dans Congrès archéologique de France. 131e session. Pays de l'Aude. 1973, Société Française d'Archéologie, Paris, 1973
- Gratien Leblanc, Vestiges conservés de l'ancienne abbaye d'Alet, p.291-303, dans Congrès archéologique de France. 131e session. Pays de l'Aude. 1973, Société Française d'Archéologie, 1973, Paris
- Jean Nougaret, Sainte-Marie d'Alet, p. 155-180, dans Languedoc roman, Éditions Zodiaque, Collection « La nuit des temps », no 43, Saint-Léger-Vauban, Abbaye Sainte-Marie de La Pierre-qui-Vire, 1975, 419 p.
- Jean-Marie Pérouse de Montclos (dir.), Le guide du patrimoine. Languedoc-Roussillon., Hachette, 1996, 606 p.,  (ISBN 978-2-01-242333-6), p. 125-128.